# Stenotaphrum
Stenotaphrum é um género botânico pertencente à família Poaceae.